# 하이누즈카역
하이누즈카역(일본어: 羽犬塚駅)은 일본 후쿠오카현 지쿠고시에 있는 규슈 여객철도 가고시마 본선의 역이다.
지쿠고 시의 중심역으로서 뿐마 아니라, 야메 지구의 현관문으로서의 역할도 담당하고 있다. 쾌속 정차역이며, 2011년 3월 11일 이전은 하카타 방면으로부터의 쾌속 · 준쾌속의 약 반수는 이 역으로 되돌아오고 있지만 12일 이후는 아라오 역까지 연장 운전되는 일이 되어, 이 역 발착 열차의 운전은 아침 러시 아워에 한정되어 있다. 또한, 일부의 특급도 정차한다.
역 명은, 개업 당시 이 역이 야메군 하이누즈카 촌(중 하이누즈카 정 → 지쿠고 시)에 소재했던 일로 유래한다.

## 역 구조 및 승강장
선로 동쪽에 역사가 있어, 역사 쪽으로 단선 승강장 1면 1선의 하행 본선, 역 서점과 반대쪽에 섬식 승강장 1면 2선, 합계 2면 3선의 승강장을 가지는 지상역. 서로의 승강장은 과선교로 연락하고 있다.
역사는 철근 콘크리트 구조 단층 건물로 자동개찰기, 승차권 자동 발매기가 설치되어 있는 것 외에, 관광안내소나 편의점, 음식점, 과자, 특산의 야메 차의 점포도 설치되어 있다. 규슈 신칸센의 계획 경로가 마치 역 서점과 무거워지기 때문에, 재래의 역사를 해체해서 임시 역사로 영업하고 있지만, 2009년 12월 26일부터 신 역사로의 영업을 개시했다.
규슈 교통기획이 역 업무를 행하는 업무 위탁역으로, 발권 창구가 있다.
| 1     | ■ 가고시마 본선 | (하행) | 오무타 · 다마나 · 구마모토 방면 |
| 2 · 3 | ■ 가고시마 본선 | (상행) | 구루메 · 도스 · 하카타 방면     |

## 역 주변
역 앞에는 '하이누즈카'의 지명의 유래로 여겨진 '날개가 자라난 개'의 동상이 있다. 동상은 규슈 신칸센 고가화 건설 공사에 의해서 시민의 숲 공원으로 이전되었다. 역 주변은 지쿠고 시의 중심부로 되어 있다.
- 지쿠고 시청

## 역사
- 1891년 4월 1일 : 규슈 철도의 역으로서 개업.
- 1907년 7월 1일 : 규슈 철도의 국유화로 인해 국유철도의 역이 되었다.
- 1945년 12월 26일 : 야베 선 이 역 ~ 구로기 역 간이 개업.
- 1965년 11월 : 2대째 서점 완성.
- 1985년 4월 1일 : 야베 선 폐지.
- 1987년 4월 1일 : 일본국유철도 분할 민영화에 의해 규슈 여객철도 · 일본화물철도의 역이 된다.
- 1996년 3월 16일 : 화물 열차의 설정 폐지.
- 1996년 8월 : 역사 개축.
- 2001년 4월 1일 : 일본화물철도의 역(화물의 취급)이 폐지.
- 2006년 10월 28일 : 규슈 신칸센 고가화 공사에 수반해 임시 역사로 업무를 이전.
- 2009년 3월 1일 : IC카드 SUGOCA의 이용을 개시.
- 2009년 12월 26일 : 신 역사의 사용을 개시.

## 인접 역
| 가고시마 본선        | 가고시마 본선                                       | 가고시마 본선                |
| -------------------- | --------------------------------------------------- | ---------------------------- |
| 아라키 모지코 방면   | ■ 쾌속 · 준쾌속                                     | 지쿠고후나고야 아라오 방면   |
| 니시무타 모지코 방면 | ■ 쾌속 · ■ 쾌속 '구마모토 라이너' ■ 준쾌속 · ■ 보통 | 지쿠고후나고야 가고시마 방면 |